# La muralla verde
La muralla verde é um filme peruano de 1970, um drama romântico dirigido por Armando Robles Godoy. 
Foi selecionado como representante do Peru à edição do Oscar 1971, organizada pela Academia de Artes e Ciências Cinematográficas.

## Elenco
- Julio Alemán - Mario
- Sandra Riva - Delba
- Raúl Martin - Rómulo
- Lorena Duval - mãe de Delba
- Enrique Victoria - pai de Delba
- Jorge Montoro
- Juan Bautista Font
- Escolástico Dávila - Escolástico